# ديفيد روبرتس (لاعب كريكت)
ديفيد روبرتس (29 ديسمبر 1976 في المملكة المتحدة - )  (بالإنجليزية: David Roberts)‏ هو لاعب كريكت بريطاني. لعب مع نادي مقاطعة نورثامبتونشير للكريكت ‏ ونادي مقاطعة بيدفوردشير للكريكت ‏ وCornwall County Cricket Club ‏.

## وصلات خارجية
- ديفيد روبرتس على موقع إي آس بي آن كريك إنفو (الإنجليزية)